# 평천로
평천로는 인천광역시 부평구 청천동에서  경기도 부천시 원미구 도당동까지 이어지는 도로이다.

## 노선 정보
- 길이 8.6km, 왕복 1~6차로이다.
- 약대오거리(경기도 부천시 원미구 도당동 4-8)에서 경기도 부천시 원미구 도당동 196-20까지 단절 구간이 있다.
- 청천동 기점에서는 서달로와 직결된다.